# Austropallene calmani
Austropallene calmani là một loài nhện biển trong họ Callipallenidae. Loài này thuộc chi Austropallene. Austropallene calmani được miêu tả khoa học năm 1944 bởi Gordon.